# Buffalo Bill and the Indians
Buffalo Bill and the Indians, or Sitting Bull's History Lesson is een Amerikaanse western uit 1976 onder regie van Robert Altman. Hij won met deze film de Gouden Beer op het filmfestival van Berlijn.

## Verhaal
Na de Indianenoorlogen brengt Buffalo Bill een voorstelling. Daarin hemelt hij zijn eigen rol op in het conflict. Hij blijft doof voor de kritiek van Ned Buntline, een schrijver die zijn heldendaden ter discussie stelt.

## Rolverdeling
| Acteur            | Personage           |
| ----------------- | ------------------- |
| Paul Newman       | Buffalo Bill        |
| Burt Lancaster    | Ned Buntline        |
| Harvey Keitel     | Ed Goodman          |
| Joel Grey         | Nate Salisbury      |
| Kevin McCarthy    | John M. Burke       |
| Geraldine Chaplin | Annie Oakley        |
| Allan F. Nicholls | Prentiss Ingraham   |
| Bert Remsen       | Crutch              |
| Frank Kaquitts    | Sitting Bull        |
| Will Sampson      | William Halsey      |
| John Considine    | Frank Butler        |
| Pat McCormick     | President Cleveland |
| Shelley Duvall    | Mevrouw Cleveland   |